# Satz von Hörmander
Der Satz von Hörmander ist ein Theorem aus der Mathematik. Er ist ein Ergebnis aus der stochastischen Analysis (Malliavin-Kalkül) und der Theorie der partiellen Differentialgleichungen. Der Satz beweist die Existenz einer stetigen Dichte der Lösung einer stochastischen Differentialgleichung. Er wurde ursprünglich von Lars Hörmander für partielle Differentialgleichungen bewiesen. Im Artikel wird die probabilistische Variante behandelt.

## Satz von Hörmander
Seien {\displaystyle V_{0},V_{1},\dots ,V_{n}} Vektorfelder, für die die Hörmander-Bedingung gilt, und {\displaystyle \xi } sei die Lösung der folgenden stochastischen Differentialgleichung
{\displaystyle \xi _{t}=x+\int _{0}^{t}V_{0}(\xi _{s})\mathrm {d} s+\sum \limits _{i=1}^{n}\int _{0}^{t}V_{i}(\xi _{s})\circ \mathrm {d} B_{i}(s)},
wobei {\displaystyle \circ \mathrm {d} } das Stratonowitsch-Integral bezeichnet und {\displaystyle B=(B_{1},\dots ,B_{n})} die {\displaystyle \mathbb {R} ^{n}}-Brownsche Bewegung. Dann hat für {\displaystyle t\in (0,1]} die Zufallsvariable {\displaystyle \xi _{t}} eine absolut-stetige Verteilung mit Dichte in {\displaystyle C^{\infty }}.

## Hörmander-Bedingung
Mit {\displaystyle [A,B]} bezeichne man Lie-Klammern mit Fréchet-Ableitungen {\displaystyle \mathrm {D} A(x)}
{\displaystyle [A,B](x)=\mathrm {D} A(x)B(x)-A(x)\mathrm {D} B(x)}.
Seien {\displaystyle V_{0},V_{1},\dots ,V_{n}} beschränkte Vektorfelder in {\displaystyle C^{\infty }(\mathbb {R} ^{d})} mit beschränkten Ableitungen jeder Ordnung. Definiere {\displaystyle U_{0}:=\{V_{0},V_{1},\dots ,V_{n}\}} und rekursiv
{\displaystyle U_{n+1}:=U_{n}\cup \{[V,V_{i}],\ V\in U_{n}\mid i\in \{0,1,\dots ,n\}\}}.
Setze außerdem
{\displaystyle {\mathcal {U}}:=\bigcup U_{n}} und
{\displaystyle {\mathcal {U}}(x):=\operatorname {span} (U(x)\mid U\in {\mathcal {U}})}.
Dann erfüllt die Familie {\displaystyle V_{0},V_{1},\dots ,V_{n}} die Hörmander-Bedingung, wenn für jedes {\displaystyle x\in \mathbb {R} ^{d}} die Gleichheit
{\displaystyle \dim {\mathcal {U}}(x)=d}
gilt.